# 祝以豳
祝以豳（1555年—1632年），字孟劉，號惺存，浙江杭州府海寧縣袁花鎮人，明朝政治人物。

## 生平
萬曆十年（1582年）壬午鄉試第九名舉人，萬曆十四年（1586年）丙戌科會試一百九名，登二甲第九名。刑部观政，本年六月任湖廣隨州知州，十九年四月陞兵部武選司員外郎。日本侵朝鲜，大司马石星主抚，祝以豳坚决反对，奏稱：“日本掠贼，朝鲜属国，今以朝鲜急而遣招抚，是弃朝鲜也。东藩折于日本，势必及我。”二十五年復補車駕司員外郎，二十六年出為廣東南韶道僉事，整頓粤东海防，击退荷兰侵略者，缴获大炮，研得其法。二十九年以侍养母亲告归，居乡十七年，萬曆四十四年（1616年）复起为江西按察司佥事、分巡湖西道，未幾，遷本省湖東道參議。累升廣東按察司副使，天启二年（1622年）四月升南京光禄寺少卿，五年六月擢应天府府丞，六年九月升府尹，十二月以年老加南京工部右侍郎致仕。崇禎五年（1632年）卒。

## 藏書
藏书万卷，有藏书楼名“万古楼”、“赐书堂”。

## 著述
著有《贻美堂集》等。曾编《虎丘悟宗禅师传》。

## 家族
曾祖祝鰲，舉人、知縣；祖父祝繼倫，舉人、知縣贈刑部主事；父祝世廉，癸丑進士汝寧府知府。母周氏（封安人）。慈侍下。兄萬年、萬鍾、萬鈞、以鳳、以鵬。弟以鹤、以鸾、以鳴、以鹭。